# Rejon leniński (Krym)
Rejon leniński (uk. Ленінський район) – jednostka administracyjna wchodząca w skład Republiki Autonomicznej Krymu na Ukrainie.
Rejon utworzony w 1921. Ma powierzchnię 2919 km² i liczy około 70 tysięcy mieszkańców. Siedzibą władz rejonu jest Lenino.
Na terenie rejonu znajdują się 1 miejska rada, 1 osiedlowa rada i 24 rady wiejskie, obejmujące w sumie 64 miejscowości.